# Tropico 6
Tropico 6 ist eine Politik- und Wirtschaftssimulation sowie ein Aufbauspiel des deutschen Entwicklers Limbic Entertainment sowie der sechste Teil der Tropico-Serie. Das Spiel wurde 2019 von Kalypso Media veröffentlicht. Als erstes Spiel der Reihe basiert es auf der Unreal Engine 4 und wurde vom deutschen Team Limbic Entertainment entwickelt. Die Kampagne besteht aus 15 Missionen über vier Zeitepochen. Neu sind auch die Weltwunder.
In Tropico 6 ist als erstem Teil der Serie das Spielen auf mehreren Inseln mit unterschiedlichen klimatischen Bedingungen in einer Partie möglich, was sich insbesondere auf die Produktion von Nahrungsmitteln und das Vorkommen von Ressourcen auswirkt. Zusätzlich wurden von den Entwicklern auch Brücken, Tunnel und regionale Bootsverbindungen eingeführt, was mehr Möglichkeiten beim Bau der Infrastruktur zulässt.

## Veröffentlichung
Tropico 6 wurde erstmals im Juni 2017 auf der Electronic Entertainment Expo (E3) angekündigt und am 29. März 2019 veröffentlicht. Am 30. März 2020 wurde das Spiel für die Nintendo Switch angekündigt. Ende 2020 übernahmen die Münchener Realmforge Studios die Entwicklung von Tropico 6.
Neben dem Grundspiel ist das Spiel in der „El Prez Edition“ erschienen, die zusätzlich vier Postkarten, zwei Touristen-Outfits, ein exklusives Palastdesign und eine Statur, den digitalen Soundtrack und einen digitalen Kalender enthält.
Folgende Updates/Addons sind erschienen:
- El Prez Edition Upgrade (2019)
- The Llama of Wall Street (2019)
- Spitter (2020)
- Lobbyistico (2020)
- Caribbean Skies (16. Dezember 2020)
- Festival (PC 26. August 2021, Konsolen 1. September 2021)[4]
- New Frontiers (Dezember 2022)
- Going Viral (PC 12. Oktober 2023, Konsolen 26. Oktober 2023)
- Tropican Shores (18. Juni 2024)
- Return to Nature (6. März 2025)

## Rezeption
Aus 62 aggregierten Wertungen erzielt Tropico 6 auf Metacritic einen Score von 78/100.

„Ist Tropico 6 nun ein neuer Meilenstein der Aufbaustrategie? Nein, sicher nicht. Ihr spielt jetzt auf mehreren Inseln, aber um die zu verbinden müsst ihr einfach nur kleine Häfen oder Brücken bauen. Ansonsten ähnelt der Titel doch sehr seinem Vorgänger, aber das hat eben auch sein Gutes. Tropico 6 fesselt enorm, wer sich einmal El Presidente nennt, fühlt wirklich eine Art von fürsorglicher Vaterliebe für sein Volk, so nervig es manchmal auch sein mag.“

„Limbic Entertainment trat ähnlich wie schon bei Might & Magic 10 ein schwere [sic] Erbe an, das Haemimont als Entwickler der letzten drei Tropico-Teile hinterlassen hat. Doch letztlich ist der Neustart der Tropico-Reihe gelungen. Man muss sich um Waren- und Produktionsketten, Infrastruktur, politische Anforderungen, Handel, Bevölkerungs-Bedürfnisse, sein Konto und vieles mehr kümmern. Limbic übernimmt dabei viele bewährte Elemente der Vorgänger und ergänzt sie mit interessanten Neuerungen, bleibt aber trotz gut verzahnter Basis-Systeme zu häufig an der Oberfläche.“